# Grand Prix Hydraulika Mikolasek
Il Grand Prix Hydraulika Mikolasek, inizialmente conosciuto come Grand Prix Jamp, era una corsa in linea maschile di ciclismo su strada che si svolse in Slovacchia tra il 2005 e il 2010 nel mese di maggio. Dal 2005 fece parte del calendario UCI Europe Tour come classe 1.2.

## Albo d'oro
Aggiornato all'edizione 2010.
| Anno | Vincitore       | Secondo               | Terzo           |
| ---- | --------------- | --------------------- | --------------- |
| 2005 | Andrej Mizurov  | Aleksandr D'jačenko   | Andrej Omulec   |
| 2006 | Jure Golčer     | Radosław Romanik      | Radoslav Rogina |
| 2007 | Marcin Sapa     | Grzegorz Zoledziowski | Kristjan Fajt   |
| 2008 | Péter Kusztor   | Davide D'Angelo       | Dominik Nerz    |
| 2009 | annullato       | annullato             | annullato       |
| 2010 | Alois Kaňkovský | Petr Benčík           | Pavol Polievka  |